# Fährmann

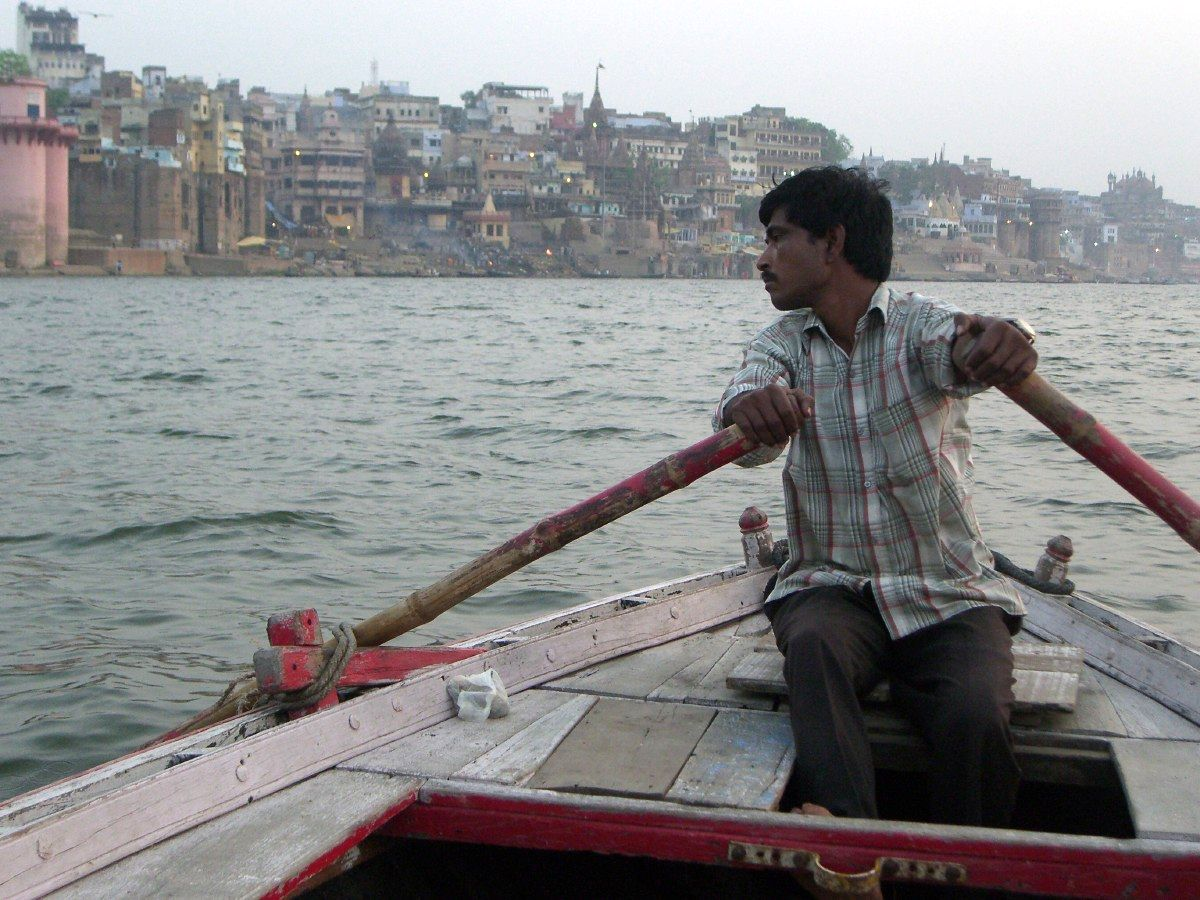
Fährmann, Varanasi, Indien

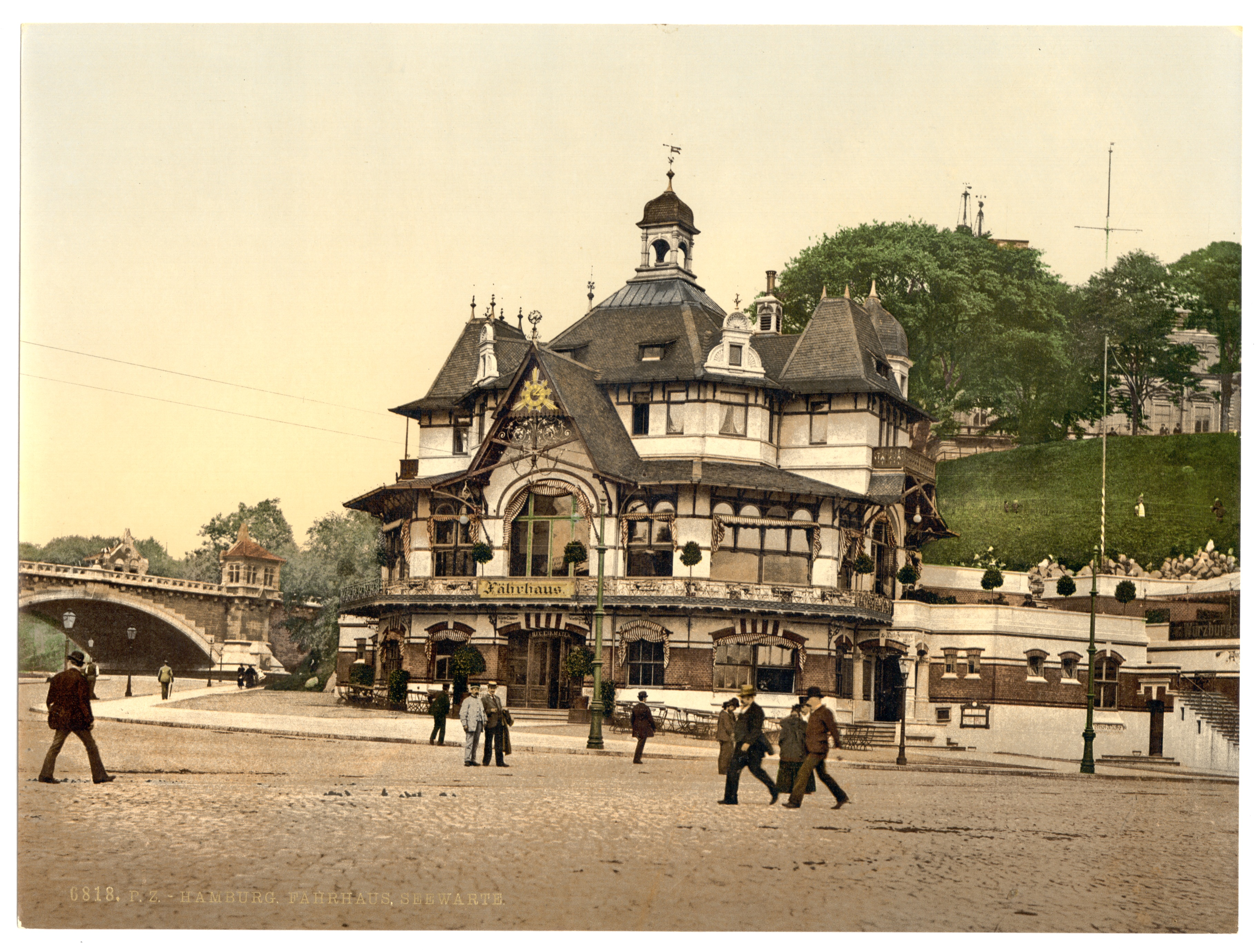
Das Fährhaus (Seewarte) und Kersten-Miles-Brücke in Hamburg (zwischen 1890 und 1900)

Der Fährmann (historisch auch Ferge, Färer) führt eine Fähre über einen Wasserlauf oder See. Der Beruf des Fährmannes war sehr verbreitet, als es an den mitteleuropäischen Strömen und Flüssen noch wenig Brückenverbindungen gab. Damals war die Fähre ein übliches Verkehrsmittel, wenn Reisende keine Furt nutzen konnten.
Der vorwiegend in Basel geprägte Spruch Verzell du daas em Fäärimaa! besagt, dass man seinem Gegenüber keinen Glauben schenkt (siehe Basler Fähren). Dem Fährmann wird dabei attestiert, er sei ein guter Zuhörer für die Sorgen seiner Fahrgäste.

## Der Fährmann als Symbol und Motiv

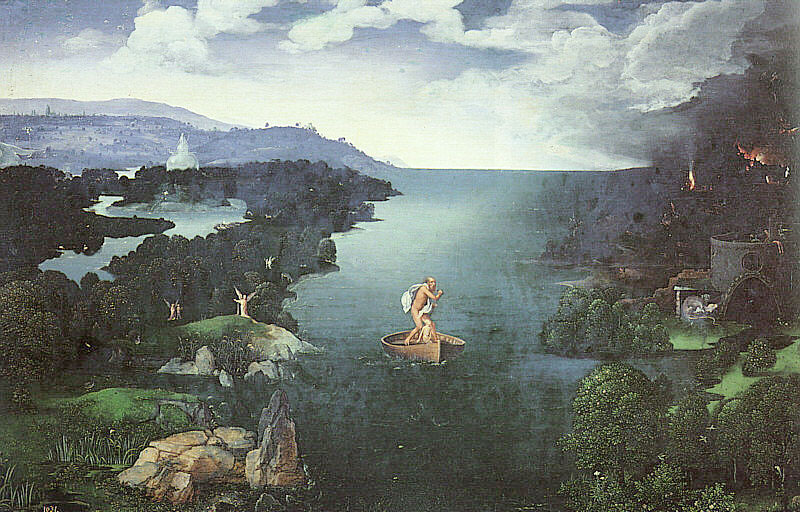
Der mythische Fährmann Charon auf dem Styx (Joachim Patinir, 1515)

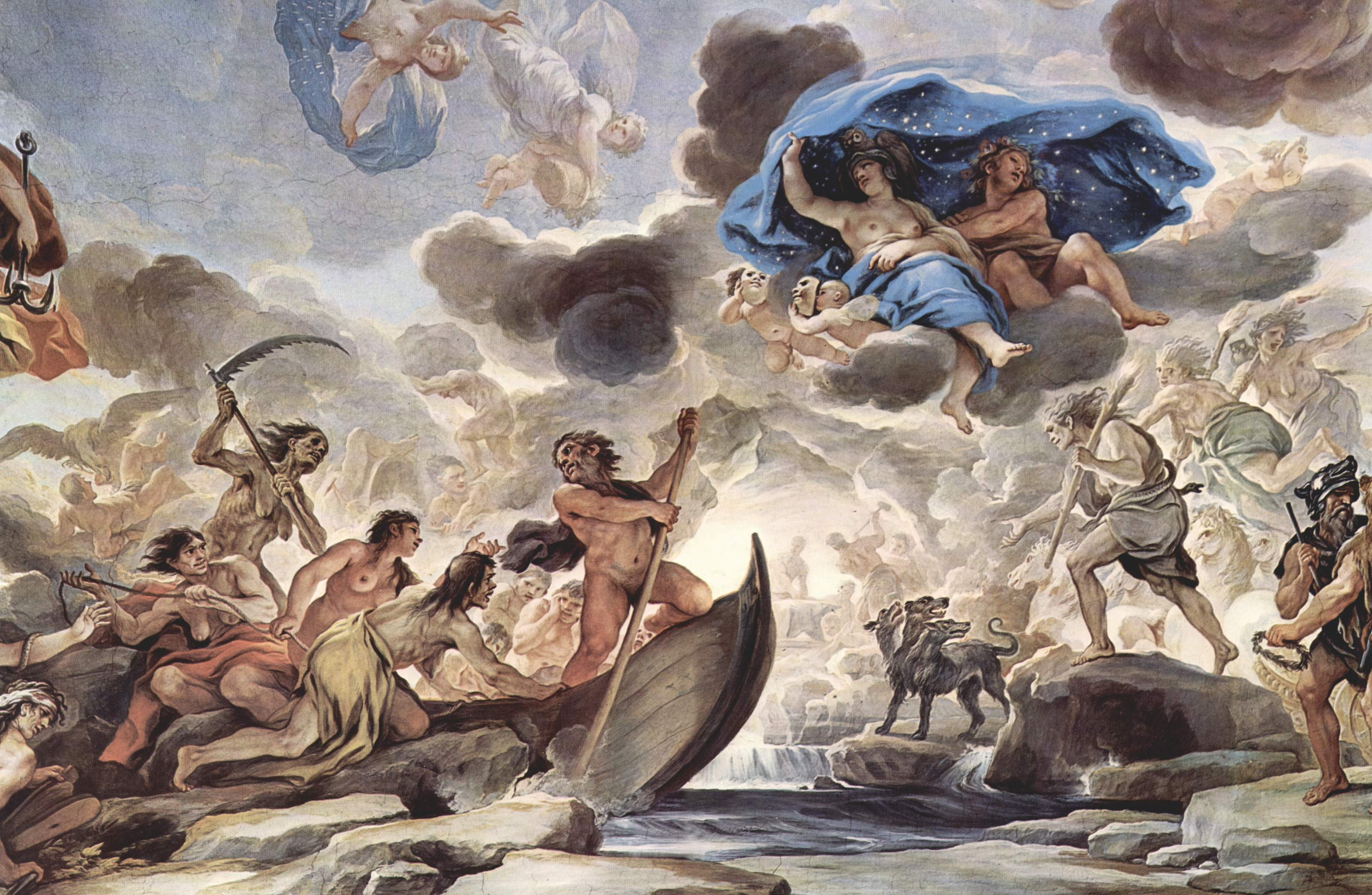
Charon auf dem Styx

Die Gestalt des Fährmanns besaß in vielen Kulturen eine mythologische Bedeutung und wurde oft mit dem Übergang vom Leben in den Tod assoziiert.
Die Fahrt mit einer Fähre ist in Mythen und Erzählungen oft als Metapher für Übergang oder entscheidende Phasen einer Reise zu finden. Der Fährmann erscheint dabei meist als ein Führer oder Helfer für jene, die er zum anderen Ufer, sei es das Reich der Toten oder der nächste Abschnitt der Reise, bringt.

### In der Mythologie
Bereits im Gilgamesch-Epos, einer der ältesten bekannten Dichtungen der Menschheit, die von der Suche des sumerischen Königs Gilgamesch (regierte etwa 2652–2602 v. Chr.) nach Unsterblichkeit erzählt, erscheint der Fährmann Ur-šanabi, der den König über die Wasser des Todes bringt.
Gemäß dem Ägyptischen Totenbuch bringt Mahaf die Seelen der Toten auf einem Boot aus Papyrus in die Unterwelt. Das Totenschiff steht unter der Obhut des Gottes Aken, der die meiste Zeit damit verbringt, am Ruder zu schlafen. Sollen Seelen zu dessen Gemahlin Amet, die die Seelen am Tor der Unterwelt begrüßt, gebracht werden, muss Mahaf ihn erst aufwecken – was allerdings, glaubt man den alten Texten, mitunter nicht einfach ist.
Aus der griechischen Mythologie ist der Fährmann Charon bekannt, der ebenfalls die Seelen der Toten über den Fluss Acheron (auch Lethe oder Styx) zum Eingang des Hades bringt. Als Bezahlung für die Überfahrt wurde den Toten in Griechenland eine Münze unter die Zunge gelegt.
In der Iranistik wird der Name Zarathustra auch mit der Beschreibung einer religiösen Funktion und in diesem Zusammenhang mit „(Jenseits-)Führer“, „Fährmann“ (indogermanisch geront) und so mit einer bis zu 4000 Jahre alten religiösen Überlieferung in Verbindung gebracht.
In der nordischen Mythologie erscheint Odin als Fährmann namens Hárbarðr („Graubart“), der seinem Sohn Thor eine Lektion erteilt. In der 25. Aventiure des Nibelungenlieds erschlägt Hagen den unwilligen Fährmann, setzt das Burgunderheer selber über die Donau und zerstört anschließend die Fähre, um niemandem die Rückkehr in die Heimat zu ermöglichen.

### In der Kunst
Die mythologische Figur des Fährmanns fand auch Eingang in die Kunst. So erscheint in Dante Alighieris Göttlicher Komödie (Divina Comedia), entstanden im frühen 14. Jahrhundert, im achten Gesang des ersten Buches (Inferno, „Hölle“), der Fährmann Phlegias, um Dante und Vergil über den Fluss Styx zu bringen. Das Motiv wird in den 1950er Jahren zum Vorbild für Salvador Dalís Der Nachen mit dem Engel als Fährmann, in seiner aus 101 Aquarellen bestehenden Serie zur Divina Comedia.
August Kopisch lässt in seiner Ballade Des winzigen Volkes Überfahrt den Fährmann ein unsichtbares Zwergenvolk übersetzen, das vor der modernen Zivilisation fliehen will. Hermann Hesse greift das Motiv des Fährmanns in seinem Buch Siddhartha (1922) auf, indem er Siddhartha, den Suchenden, an einem Wendepunkt seines Lebens zum Gehilfen des Fährmanns Vasudeva und später selbst zum Fährmann werden lässt.
Chris de Burghs Popsong Don’t Pay the Ferryman (1982) handelt von einem Fährmann mit finsteren Absichten. In Max Bruchs Oper Die Loreley ist ein Fährmann Vater der der Oper ihren Namen gebenden Rheinnixe. Die Nacht des Fährmanns ist ein Roman von Jean-Pierre Lefebvre.

## Sonstiges
Hallo, der in vielen Sprachen gebräuchliche Gruß oder Anruf, um jemand auf sich aufmerksam zu machen, ist sprachgeschichtlich möglicherweise mit „holla“, dem verkürzten Ruf „Hol über!“ an den Fährmann, verwandt.